# Mona Ghosh Shetty
Mona Ghosh Shetty (hindi: मोना घोष शेट्टी, bengalí: মনা ঘোষ শিল্পা; 22 de abril de 1978 en Mumbai) es una actriz de doblaje, cantante y directora de un estudio de doblaje india. Es hija de la actriz de doblaje ya fallecida Leela Roy Ghosh. Al igual que su madre Leela, también habla hindi, bengalí, inglés, marathi y urdu. Mientras que dobla sus personajes extranjeros en hindi y en su mayor parte de su tiempo, también lleva a cabo sus funciones de doblaje en inglés y bengalí. Además dirige el estudio de doblaje como presidenta Sound & Vision India, ubicada en la ciudad de Andheri, Mumbai. Trabajaba con su madre, quien fue fundadora y presidenta de la empresa antes de su muerte y se han establecido otras empresas en conjuntamente a principios de la década de los años 1990. Su madre falleció el 11 de mayo de 2012.

## Carrera
Dobla inglés, hindi, bengalí, y oriya profesionalmente, si se anuncia un trabajo de Katrina Kaif, y para alcanzar mayor popularidad, entonces lo hace en las diez lenguas regionales y oficiales como tamil, telugu, kannada, malayalam, bengalí, gujarati, Punjabi, marathi, oriya y assamese, aunque admite no tener exacto conocimiento de esos idiomas. Siempre hay un supervisor que le informa acerca de los matices de las lenguas y la forma en que debe hablar. Se especializa en doblaje de adolescentes, adultos y jóvenes y sobre todo de personajes femeninos de mediana edad. Durante más de 15 años, ha doblado en hindi para muchos personajes femeninos como de las famosas y reconocidas actrices Cameron Diaz, Angelina Jolie, Kate Beckinsale, Kirsten Dunst, Halle Berry, Zoe Saldaña, Drew Barrymore, Catherine Zeta-Jones, Jacqueline Fernández, Katrina Kaif , Deepika Padukone, entre otras celebridades. Mona también dobla para cortes comerciales publicitarios para la televisión, como el anuncio para compañía aérea india. Recientemente fue apodada, por Nargis Fakhri, en la película del 2011 "Rockstar", producida por Yash Raj Studios.
En  Nirnayak (1997), fue su primer doblaje de cine para una película hindi.

## Filmografía

### Películas de animación
| Veer Yodha Prithviraj Chauhan           | Queen Samyukta       | Hindi            | 2008  |        |      |      | |
| La Bella y la Bestia                    | Belle                | Paige O'Hara     | hindi | inglés | 1991 | 2009 | Aire en TV, doblado al hindi. Mona sólo proveyó la voz al hablar ese personaje, en el doblaje en Hindi. La voz de canto en hindi la proporcionó Mimosa Pinto.      |
| La Bella y la Bestia: Navidad Encantada | Belle                | Paige O'Hara     | hindi | inglés | 1997 | ???? | Mona sólo proveyó la voz al hablar ese personaje, en el doblaje en Hindi. La voz de canto en hindi la proporcionó Mimosa Pinto.                                    |
| Belle's Magical World                   | Belle                | Paige O'Hara     | hindi | inglés | 1998 | ???? | Mona sólo proveyó la voz al hablar ese personaje, en el doblaje en Hindi. La voz de canto en hindi la proporcionó Mimosa Pinto.                                    |
| Toy Story 3                             | Barbie               | Jodi Benson      | Hindi | inglés | 2010 | 2010 | |
| El Gato con Botas                       | Kitty Softpaws       | Salma Hayek      | hindi | inglés | 2011 | 2011 | Doblaje al hindi en la versión teatral y en los comunicados de prensa de origen. Su nombre en los créditos para el papel de Kitty se acreditó como: "MONA SHETTY". |
| Ice Age: Continental Drift              | carácter desconocido | voz no conocida  | hindi | inglés | 2012 | 2012 | |
| Aviones Disney                          | Ishani               | Priyanka Chopra  | hindi | inglés | 2013 | 2015 | |
| Zootopia                                | Judy Hopps           | Ginnifer Goodwin | hindi | inglés | 2016 | 2016 | |